# Tsovazard
Tsovazard (armeniska: Ծովազարդ) är en ort i Armenien. Den ligger i provinsen Gegharkunik, i den centrala delen av landet, 60 kilometer nordost om huvudstaden Jerevan. Tsovazard ligger 1 929 meter över havet och antalet invånare är 1 949.
Terrängen runt Tsovazard är platt åt nordost, men åt sydväst är den kuperad. Närmaste större samhälle är Sevan, 12,7 kilometer nordväst om Tsovazard. 
Runt Tsovazard är det ganska tätbefolkat, med 72 invånare per kvadratkilometer.